# Městské divadlo Žatec
Městské divadlo Žatec je jedním z prvních provinčních kamenných divadel v českých zemích a jedno z nejstarších divadel v České republice. Základní kámen byl položen v červenci 1848 a slavnostní otevření se uskutečnilo v dubnu 1849. Divadlo působí v budově ve Dvořákově ulici postavené v pozdně klasicistním stylu. Městské divadlo, které až do roku 1945 působilo pod názvem Stadttheater, je od roku 2002 je příspěvkovou organizací města Žatec. Budova divadla je od roku 1958 památkově chráněna a od roku 1961 je součástí městské památkové rezervace.

## Budova

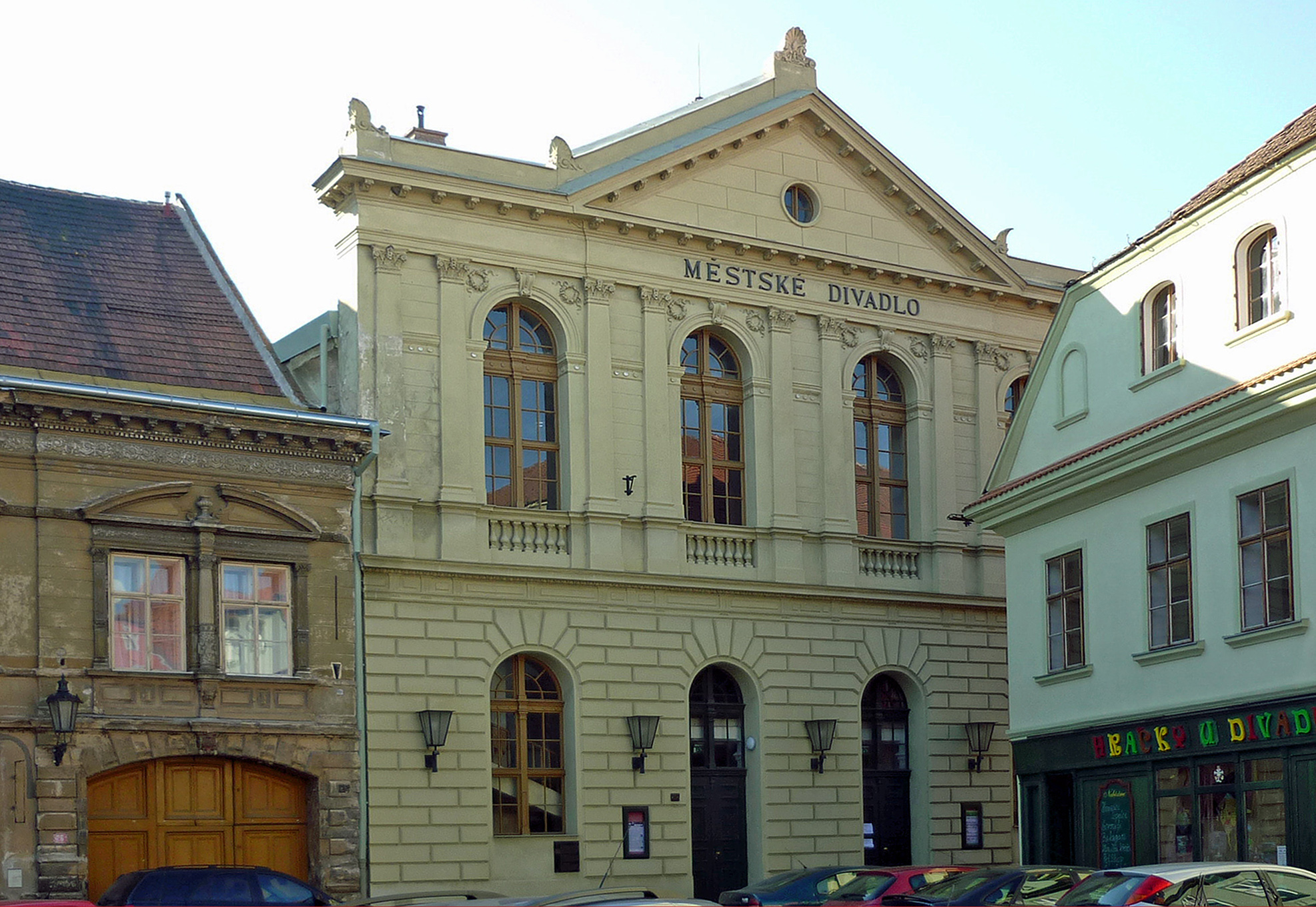
Městské divadlo Žatec

Na začátku 19. stol., kdy se Žatec postupně stal významným centrem chmelařství, docházelo zde i k rozvoji kulturního života a v žateckých hostincích se hrála celovečerní představení.  V roce 1848 představitelé města navrhli vybudování městského divadla. V dubnu 1848 bylo rozhodnuto, že město zakoupí dům čp. 27 v tehdejší Rösselgasse vedle hostince U bílého koníčka. Na jeho stavbu přispěli jednak podílníci prozatímního výboru pro stavbu divadla (bylo jich 200 a každý vložil 20 zl.), jednak v různých sbírkách občané jak z města, tak z okolí. Stavby divadla se ujal žatecký Anton Grimm, který jej vybudoval na základě projektu ing. Schulze. Pozdně klasicistní budova měla v době svého vzniku vysokou atiku, která byla zřejmě v pozdější době při některé z oprav snesena. Plynové osvětlení do hlediště i jeviště bylo zavedeno v roce 1871, kdy byly upraveny balkony a galerie. 

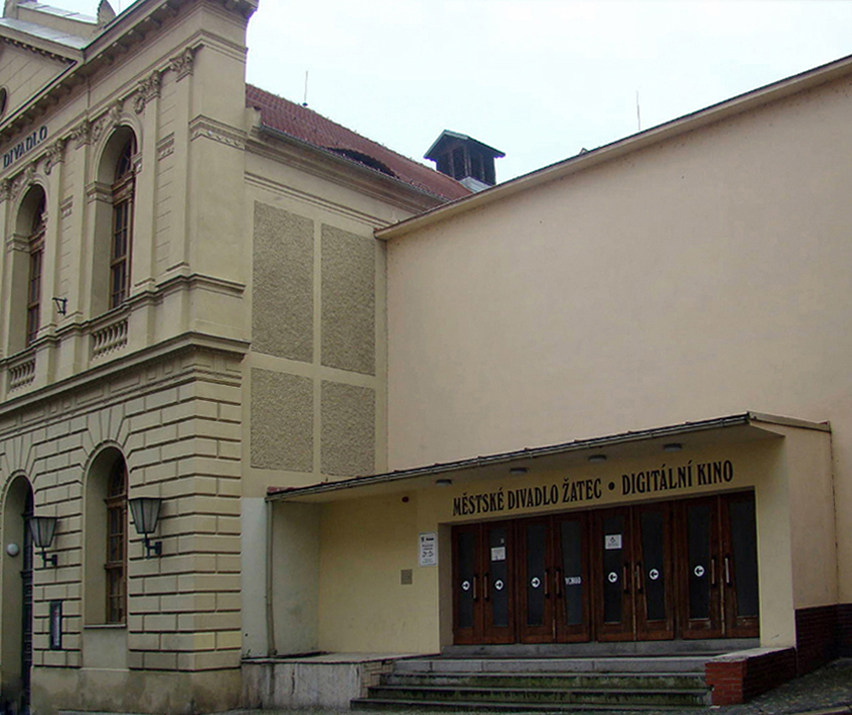
Městské divadlo Žatec – přístavba

Stav budovy se zhoršoval a v roce 1884 byl kritický natolik, že v ní byl provoz divadla zastaven. V roce 1904 byla budova, která mezitím přešla do vlastnictví obce, uzavřena. Oprava, jejíž součástí byla i rozsáhlá vnitřní přestavba, proběhla v roce 1910 a provoz divadla byl obnoven v říjnu 1911. V roce 1947 byla instalována železná bezpečnostní opona. Darem od akademického malíře Oskara Brázdy, který žil na nedalekém zámku Líčkov. V roce 1948 při příležitosti 30. výročí Československé republiky bylo divadlo vybaveno barevnou dekorativní malovanou oponou. V 60. letech 20. století se uskutečnila na základě projektu kolektivu architektů z Krajského projektového ústavu v Ústí nad Labem další generální rekonstrukce divadla, kdy jednak byla změněna původní štuková výzdoba interiéru, jednak byl vstup do divadla přesunut do nové přístavby. 
V roce 2003 byla opravena vstupní fasáda, hlavní vstup byl navrácen do původní budovy a vstupní vestibul divadla byl vybaven tapisérií, kterou vytvořil výtvarník Lubomír Fárka. Elektroinstalace byla vyměněna v roce 2010. V ulici se tak jedná o historizující jednopatrovou stavbu a moderní přízemní budovu, přičemž dispozičně byl obdélný protáhlý půdorys staré budovy divadla až na malé úpravy zachován.

## Divadlo
Prvním představením, které se v nově vybudovaném divadle v dubnu 1849 při jeho otevření hrálo, byla hra od Augustina Eugena Scriba (pravděpodobně se jednalo o hru Hodnota ženy). Tuto hru provedla skupina žateckých německých ochotníků. I nadále však do Žatce zajížděly kočovné divadelní společnosti. Po roce 1904 (po uzavření budovy divadla) se v Žatci v zimních měsících konala divadelní představení kočujících společností v sále Střelnice nebo v místní tělocvičně.
V průběhu 1. světové války zůstalo divadlo uzavřeno. V letech 1918 – 1920 divadlo mělo stálý profesionální činoherní a operetní soubor, sbor a orchestr. V roce 1921 bylo vytvořeno Svazové divadlo Chomutov – Žatec, kdy žatecký soubor hrál představení pouze určitou část sezóny a jinak v Žatci vystupoval soubor z Chomutova. Od roce 1923 po dobu 8 let zajišťovalo divadelní představení v Žatci Svazové divadlo Most – Žatec. V období okupace až do září 1944 mělo divadlo docela početný herecký soubor; v dalším průběhu 2. světové války bylo divadlo až do května 1945 uzavřeno.
Od 1. 1. 2002 bylo zřizovatelem divadla, tedy městem Žatec, příspěvkové organizaci Městské divadlo Žatec uloženo poskytovat univerzální kulturní služby.
V divadle v průběhu let mezi jinými vystoupili i členové Národního divadla v Praze: Eduard Haken, Jaroslav Průcha, Jiří Dohnal, Miloš Nedbal a František Filipovský.